# نووی اوسور
نووی اوسور (به لاتین: Novy Usur) یک منطقهٔ مسکونی در روسیه است که در داغستان واقع شده‌است.